# Verkehrsministerium der Vereinigten Staaten
Das Verkehrsministerium der Vereinigten Staaten (englisch United States Department of Transportation, kurz DOT oder USDOT) ist ein Ministerium innerhalb der Bundesregierung der Vereinigten Staaten, das für den Straßen-, Bahn-, Schiff- und Luftverkehr zuständig ist. Es wurde durch Bundesgesetz am 15. Oktober 1966 geschaffen und nahm am 1. April 1967 die Arbeit auf. Es wird vom Verkehrsminister (United States Secretary of Transportation) geleitet. Sitz des DOT ist Washington, D.C.

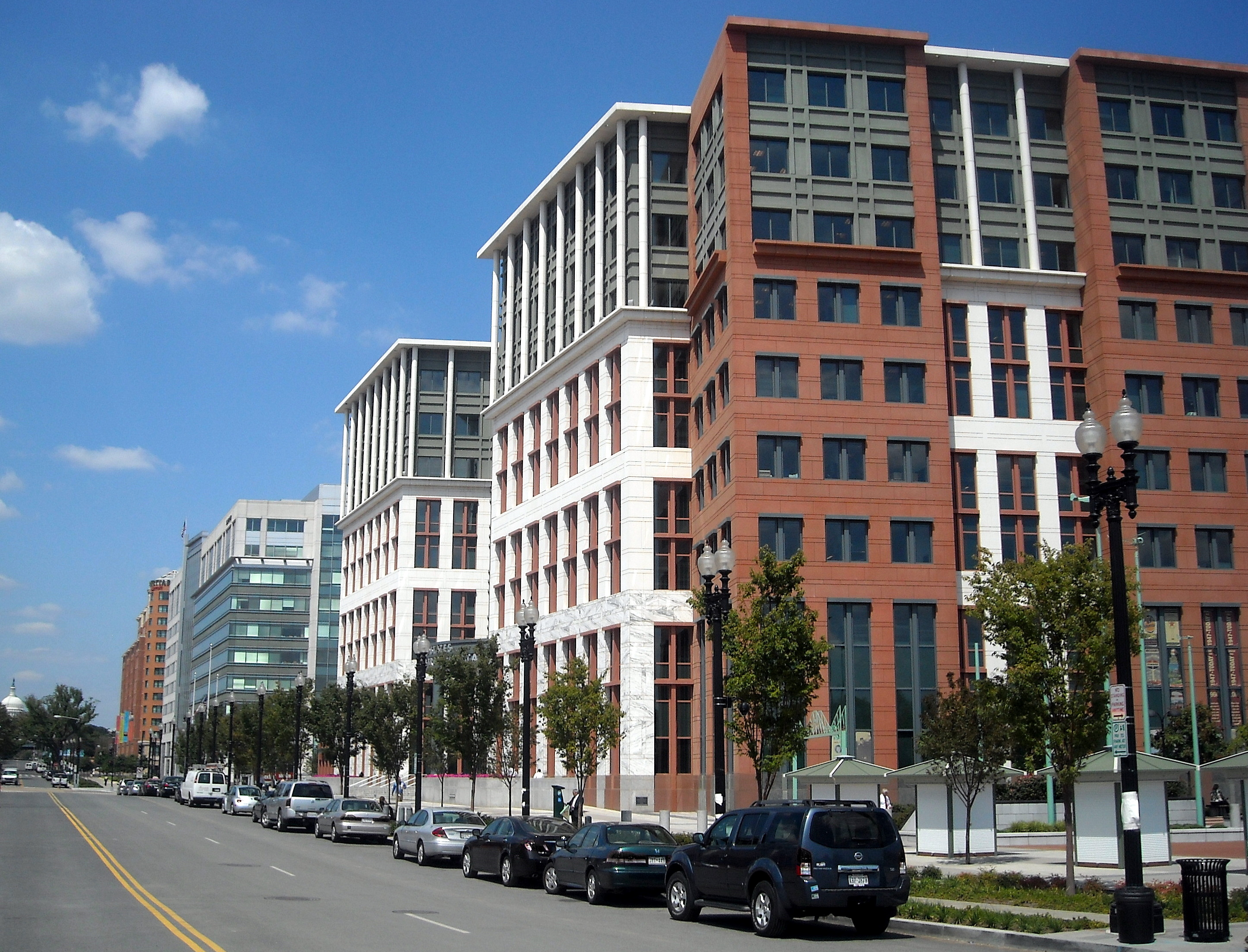
Hauptsitz des Ministeriums

## Geschichte
Der Beschluss zur Gründung des Verkehrsministeriums fiel am 15. Oktober 1966 durch die Verabschiedung des Department of Transportation Act im US-Kongress. Verschiedene Aufgabenfelder im Verkehrsbereich wurden damit vor allem vom Handelsministerium (Straßenverkehr, Luftfahrt), aber auch vom Finanzministerium (Küstenwache, die bis 2003 Teil des Verkehrsministeriums blieb) übernommen. 
Die Bundeseisenbahnbehörde FRA wurde mit dem gleichen Gesetz neu gegründet und dem neuen Ministerium unterstellt, außerdem übernahm das DOT Sicherheitsaufgaben im Eisenbahnverkehr von der unabhängigen Interstate Commerce Commission (ICC). Die Wettbewerbsaufsicht im Verkehrsbereich verblieb dagegen in Händen der ICC, deren Nachfolgebehörde Surface Transportation Board von 1996 bis 2015 Teil des Verkehrsministeriums war.
Mit der Gründung der Urban Mass Transportation Administration (UMTA) übernahm das Ministerium dann auch die Zuständigkeit für den öffentlichen Nahverkehr vom nur wenige Jahre zuvor gegründeten Ministerium für Wohnungsbau und Stadtentwicklung.
Trotz der Eingliederung der Küstenwache sollte es noch bis 1981 dauern, bis durch die Eingliederung der Schifffahrtsbehörde auch die Schifffahrt als Ganzes in den Aufgabenbereich des Verkehrsministeriums fiel.
Das neue Ministerium nahm zunächst vor allem Aufsichts-, Steuerungs- und Verwaltungsaufgaben wahr. Fernstraßen werden in den USA von den Bundesstaaten betrieben und das Eisenbahnnetz war zu diesem Zeitpunkt noch fast ausschließlich in privater Hand (mit Ausnahme der Alaska Railroad, deren Betrieb bis zum Verkauf an den Bundesstaat Alaska 1985 dem Verkehrsministerium oblag). Verkehrsinfrastruktur betrieb die Bundesregierung vor allem in Form der Flugsicherung.
Dies änderte sich in den Siebzigerjahren. Mit der Gründung von Amtrak 1971, mit der die Fernverkehrszüge verstaatlicht wurden, und Conrail 1976, die einen Großteil des Schienengüterverkehrs im Nordosten der USA übernahm, wurde die US-Regierung selbst zu einem wichtigen Verkehrs- und Infrastrukturbetreiber.

## Liste der Minister
| Nr. | Bild                 | Name                                       | Amtszeit                               | Im Kabinett von Präsident |
| --- | -------------------- | ------------------------------------------ | -------------------------------------- | ------------------------- |
| 01  |                      | Alan Stephenson Boyd                       | 16. Januar 1967 bis 20. Januar 1969    | Lyndon B. Johnson         |
| 02  |                      | John Anthony Volpe                         | 22. Januar 1969 bis 1. Februar 1973    | Richard Nixon             |
| 03  |                      | Claude Stout Brinegar                      | 2. Februar 1973 bis 1. Februar 1975    | Richard Nixon             |
| 0–  |                      | John W. Barnum (kommissarisch)             | 2. Februar 1975 bis 6. März 1975       | Richard Nixon             |
| 04  |                      | William Thaddeus Coleman                   | 7. März 1975 bis 20. Januar 1977       | Gerald Ford               |
| 05  |                      | Brockman Adams                             | 23. Januar 1977 bis 20. Juli 1979      | Jimmy Carter              |
| 0–  |                      | William Graham Claytor Jr. (kommissarisch) | 21. Juli 1979 bis 14. August 1979      | Jimmy Carter              |
| 06  |                      | Neil Edward Goldschmidt                    | 15. August 1979 bis 20. Januar 1981    | Jimmy Carter              |
| 07  |                      | Andrew Lindsay Lewis                       | 23. Januar 1981 bis 1. Februar 1983    | Ronald Reagan             |
| 08  |                      | Elizabeth Hanford Dole                     | 7. Februar 1983 bis 30. September 1987 | Ronald Reagan             |
| 0–  |                      | James Horace Burnley (kommissarisch)       | 1. Oktober 1987 bis 2. Dezember 1987   | Ronald Reagan             |
| 09  | James Horace Burnley | 2. Dezember 1987 bis 30. Januar 1989       |                                        | Ronald Reagan             |
| 10  |                      | Samuel Knox Skinner                        | 6. Februar 1989 bis 13. Dezember 1991  | George Bush               |
| 0–  |                      | James B. Busey IV. (kommissarisch)         | 14. Dezember 1991 bis 23. Februar 1992 | George Bush               |
| 11  |                      | Andrew Hill Card                           | 24. Februar 1992 bis 20. Januar 1993   | George Bush               |
| 12  |                      | Federico Fabian Peña                       | 21. Januar 1993 bis 14. Februar 1997   | Bill Clinton              |
| 13  |                      | Rodney Earl Slater                         | 14. Februar 1997 bis 20. Januar 2001   | Bill Clinton              |
| 0–  |                      | Mortimer L. Downey (kommissarisch)         | 21. Januar 2001 bis 24. Januar 2001    | George W. Bush            |
| 14  |                      | Norman Yoshio Mineta                       | 25. Januar 2001 bis 7. Juli 2006       | George W. Bush            |
| -   |                      | Maria Cino (kommissarisch)                 | 8. Juli 2006 bis 30. September 2006    | George W. Bush            |
| 15  |                      | Mary E. Peters                             | 30. September 2006 bis 22. Januar 2009 | George W. Bush            |
| 16  |                      | Raymond H. LaHood                          | 23. Januar 2009 bis 2. Juli 2013       | Barack Obama              |
| 17  |                      | Anthony Foxx                               | 2. Juli 2013 bis 20. Januar 2017       | Barack Obama              |
| -   |                      | Michael Huerta (kommissarisch)             | 20. Januar 2017 bis 31. Januar 2017    | Donald Trump              |
| 18  |                      | Elaine Lan Chao                            | 31. Januar 2017 bis 11. Januar 2021    | Donald Trump              |
| -   |                      | Steven G. Bradbury (kommissarisch)         | 11. Januar 2021 bis 20. Januar 2021    | Donald Trump              |
| -   |                      | Lana Hurdle (kommissarisch)                | 20. Januar 2021 bis 3. Februar 2021    | Joe Biden                 |
| 19  |                      | Peter Paul Montgomery Buttigieg            | 3. Februar 2021 bis 20. Januar 2025    | Joe Biden                 |
| -   |                      | Judith S. Kaleta (kommissarisch)           | 20. Januar 2025 bis 28. Januar 2025    | Donald Trump              |
| 20  |                      | Sean Patrick Duffy                         | seit dem 28. Januar 2025               | Donald Trump              |

## Sonstiges Führungspersonal
Staatssekretär (Deputy Secretary) und General Counsel ist Steven G. Bradbury.

## Aufgaben
Zu den zahlreichen Aufgaben gehört das Management für die nationale Umstellung der Uhrzeit von Normalzeit auf Sommerzeit und zurück sowie das Management für die 11 Zeitzonen in den Vereinigten Staaten, zuständig hierfür ist jeweils die Organisationseinheit Office of the General Counsel.

## Untergeordnete Behörden
- Federal Aviation Administration (FAA)
- Federal Highway Administration (FHWA)
- Federal Railroad Administration (FRA)
- Federal Transit Administration (FTA), bis 1991: Urban Mass Transportation Administration (UMTA)
- United States Maritime Administration (MARAD)
- Federal Motor Carrier Safety Administration (FMCSA)
- National Highway Traffic Safety Administration (NHTSA)
- Research and Innovative Technology Administration (RITA)
- Pipeline and Hazardous Materials Safety Administration (PHMSA)
- Saint Lawrence Seaway Development Corporation (SLSDC)

## Ehemalige untergeordnete Behörden
- Transportation Security Administration – seit 2003 im Ministerium für Innere Sicherheit angesiedelt
- United States Coast Guard – seit 2003 im Ministerium für Innere Sicherheit angesiedelt
- Surface Transportation Board – seit Ende 2015 unabhängige Behörde
- National Transportation Safety Board – seit 1997 unabhängige Behörde